# پتروف (آدیغیه)
پتروف (به لاتین: Petrov) یک منطقهٔ مسکونی در روسیه است که در آدیغیه واقع شده‌است.